# Gustav Schuft
Gustav Schuft (født 16. juni 1876 i Berlin, død 8. februar 1948 i Cottbus) var en tysk atlet, som deltog i gymnastik under de første olympiske lege i moderne tid i 1896 i Athen.
Ved legene deltog Schuft individuelt i øvelserne barre, reck, spring over hest og bensving, men opnåede ikke nogen podieresultater (kun placeringerne for de to bedste i hver disciplin er registreret). Til gengæld var han med til at blive mester i holdkonkurrencerne i henholdsvis barre, hvor der ud over det tyske hold deltog to græske hold, samt i reck, hvor Tyskland var eneste deltager.
I lighed med de fleste af sine landsmænd blev Schuft efter legene ekskluderet af det tyske gymnastikforbund, der ikke billigede internationalt samarbejde på den tid. Schuft arbejdede civilt som gravør.